# خاره‌چسب اسپرا
خاره‌چسب اسپرا (نام علمی: Patella aspera) نام یک گونه از تیره کشکک‌داران است.